# Phong Hòa (phường)
Phong Hòa là một phường thuộc thị xã Phong Điền, thành phố Huế, Việt Nam.

## Địa lý
Phường Phong Hòa có vị trí địa lý:
- Phía đông giáp xã Phong Bình và xã Phong Chương
- Phía tây giáp tỉnh Quảng Trị
- Phía nam giáp phường Phong Thu
- Phía bắc giáp xã Phong Bình và tỉnh Quảng Trị.

Phường Phong Hòa có diện tích 34,27 km², dân số năm 2023 là 8.334 người, mật độ dân số đạt 243 người/km².

## Hành chính
Phường Phong Hòa được chia thành 12 tổ dân phố: Ba Bàu Chợ, Chùa – Thiềm Thượng, Đông Thượng, Đức Phú, Hòa Đức, Mỹ Xuyên, Niêm, Phước Phú, Thuận Hòa, Trạch Phổ, Trung Cọ – Mè, Tư.

## Lịch sử
Ngày 11 tháng 12 năm 2015, HĐND tỉnh Thừa Thiên Huế ban hành Nghị quyết số 09/NQ-HĐND về việc thành lập thôn Trung Cọ – Mè trên cơ sở thôn Trung Cọ và Thôn Mè.
Ngày 30 tháng 11 năm 2024:
- Quốc hội ban hành Nghị quyết số 175/2024/QH15[4] về việc thành lập thành phố Huế trực thuộc trung ương trên cơ sở toàn bộ diện tích và dân số tỉnh Thừa Thiên Huế.
- Ủy ban Thường vụ Quốc hội ban hành Nghị quyết số 1314/NQ-UBTVQH15[1] về việc sắp xếp đơn vị hành chính cấp huyện, cấp xã của thành phố Huế giai đoạn 2023 – 2025 (nghị quyết có hiệu lực từ ngày 1 tháng 1 năm 2025). Theo đó, thành lập phường Phong Hòa thuộc thị xã Phong Điền trên cơ sở toàn bộ 34,27 km² diện tích tự nhiên và quy mô dân số là 8.334 người của xã Phong Hòa.

Ngày 14 tháng 1 năm 2025, UBND TP. Huế ban hành Quyết định số 94/QĐ-UBND về việc:
- Chuyển thôn Ba Bàu Chợ thành tổ dân phố Ba Bàu Chợ.
- Chuyển thôn Cang Cư Nam thành tổ dân phố Cang Cư Nam.
- Chuyển thôn Chùa – Thiềm Thượng thành tổ dân phố Chùa – Thiềm Thượng.
- Chuyển thôn Đông Thượng thành tổ dân phố Đông Thượng.
- Chuyển thôn Đức Phú thành tổ dân phố Đức Phú.
- Chuyển thôn Hòa Đức thành tổ dân phố Hòa Đức.
- Chuyển Thôn Niêm thành tổ dân phố Niêm.
- Chuyển thôn Phước Phú thành tổ dân phố Phước Phú.
- Chuyển Thôn Tư thành tổ dân phố Tư
- Chuyển thôn Thuận Hòa thành tổ dân phố Thuận Hòa.
- Chuyển thôn Trạch Phổ thành tổ dân phố Trạch Phổ.
- Chuyển thôn Trung Cọ – Mè thành tổ dân phố Trung Cọ – Mè.